# Paradelphomyia (Oxyrhiza) pacifica
Paradelphomyia (Oxyrhiza) pacifica is een tweevleugelige uit de familie steltmuggen (Limoniidae). De soort komt voor in het Nearctisch gebied.